# Landesgartenschau Augsburg 1985
Die  Landesgartenschau Augsburg 1985 fand vom 19. April bis zum 6. Oktober 1985 statt. Augsburg feierte in diesem Jahr sein 2000-jähriges Stadtjubiläum und die Landesgartenschau war dabei eine der zentralen Veranstaltungen. Unter dem Motto „Grün im Lebensraum Stadt“ wurden etwa 50 Themen rund um Gartenbau, Landschaftspflege, Naturschutz und Umweltgestaltung sowie Wohnen mit Blumen und Grün behandelt. Schwerpunkte der Landesgartenschau bildeten der Botanische Garten und der Siebentischwald. Im Vorfeld wurde die Fläche des Botanischen Gartens auf rund 10 Hektar erweitert.

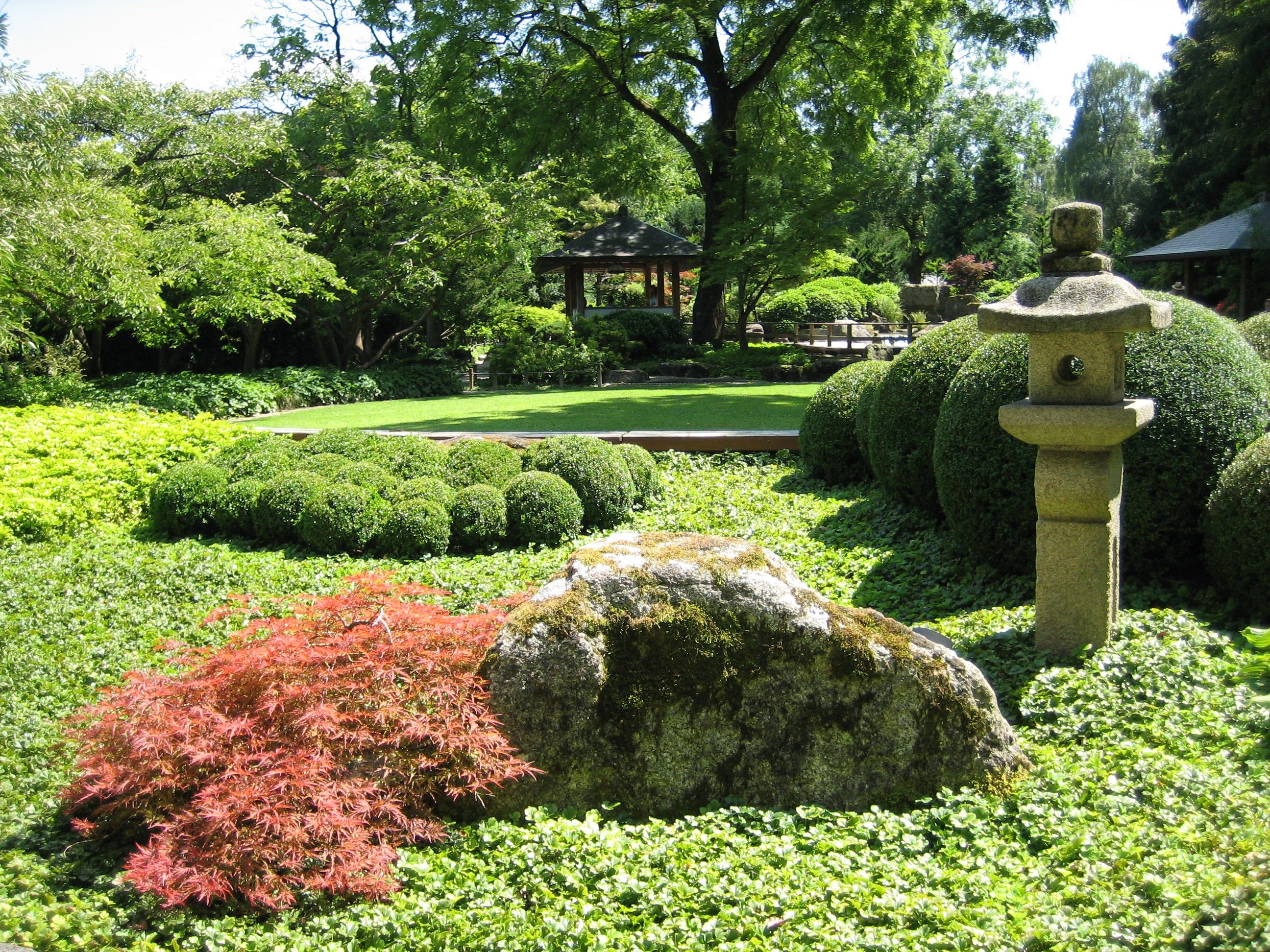
Der 1985 eröffnete Japangarten

Träger der Landesgartenschau war die Stadt Augsburg. Die Durchführung und Organisation oblag der Gesellschaft zur Förderung Bayerischer Landesgartenschauen und der Stadt Augsburg. Vereine, Berufsverbände, sowie Firmen und Institutionen wirkten an der Realisierung mit. Einen wesentlichen Beitrag leisteten zudem die Partnerstädte von Augsburg. So schenkten zum Beispiel die beiden japanischen Partnerstädte Amagasaki und Nagahama der Stadt Augsburg den Japangarten im Botanischen Garten.
Insgesamt besuchten rund 1,3 Mio. Menschen die Landesgartenschau in Augsburg. Zu den besonderen Ehrengästen zählten die Bundespräsidenten Richard von Weizsäcker und Karl Carstens.